# بست
بَست به پناهگاهی گفته می‌شود که فرد مجرم، محکوم یا معترض در آن حاضر شده و اصطلاحاً بست‌نشینی می‌کند و به حرمت آن مکان از مجازات و تعرض مصون می‌ماند. بست‌شکنی زمانی رخ می‌دهد که حاکمان حرمتی برای بست قائل نشوند و محکوم را دستگیر کنند. بست‌نشینی از دوره صفویه در ایران گسترش یافت و در دوره قاجاریه به اوج خود رسید. رضاشاه بست‌نشینی را ممنوع کرد.

## تاریخچه
بست‌نشینی ریشه‌ای کهن در فرهنگ ملل باستانی داشته است. نقص قوانین و شتاب در مجازات، موجب آن بود تا برخی از محکومان بست را تنها راه به تأخیر انداختن مجازات خود بیابند. در اسلام و به عنوان یکی از اولین نمونه‌های بست، خانه کعبه و خانه ابوسفیان بود که در فتح مکه توسط پیامبر اسلام حرم امن اعلام شد. در دوران خلفای عباسی نیز، آرامگاه‌هایی وجود داشت که اگر متخلف یا محکومی به آنجا پناه می‌برد، امان می‌یافت. با اینحال بست و بست‌نشینی تنها از دوره صفویان به صورت گسترده مورد استفاده قرار گیرد. در دوره قاجاریه نیز بست و به‌خصوص بست‌نشینی‌های سیاسی و دسته‌جمعی به اوج خود رسید. نخستین کسی که با بست‌نشینی به‌طور جدی مبارزه کرد امیرکبیر بود و بعدها ناصرالدین‌شاه کار او را پی گرفت. ناصرالدین‌شاه در مهم‌ترین بست شکنی آن دوره سیدجمال‌الدین اسدآبادی را از بست خارج نمود و دستگیر کرد. او که علاقه‌مند بود بست‌نشینی را به‌طور کامل براندازد از آیت‌الله ملاعلی کنی درخواست نمود تا حکم به رفع بست‌نشینی و مهمل گذاشتن آن دهد؛ که با مخالفت روحانی مزبور روبرو شد. در دوره رضا شاه بست‌نشینی ممنوع اعلام شد و او بست مشهد را در جریان واقعه مسجد گوهرشاد شکست. با این‌حال بست و بست‌نشینی در اعتراض به رویدادهای پس از انتخابات ۱۳۸۸ در ایران باردیگر بر سر زبان‌ها افتاد.

## مکان بست
بست در طول تاریخ مکان‌های گوناگونی داشته است. کعبه، آرامگاه امامزادگان شیعه (مانند حرم عبدالعظیم)، تأسیسات نظامی مانند زرادخانه، توپخانه‌ها، منازل علمای دینی، و حتی اماکن وابسته به دولت‌های بیگانه مانند سفارتخانه و تلگرافخانه، مزار علمای دینی (مانند مزار شیخ صفی‌الدین اردبیلی)، قصر پادشاهان (مانند عالی‌قاپو) یا یک شهر یا یک محله (مانند شهر مشهد در دوره قاجاریه یا شهر اردبیل در دوره صفوی). امروزه آرامگاه علی‌بن موسی دارای چهار محل است که به بست معروفند.

## واژه‌شناسی
بست اسم مصدر است از مصدر ساده بستن که از مصدرهای کهن پارسی است و در طول تاریخ تغییر نکرده است. در لغت به معنی سد و بند، حدّ، مانع و دیوار بوده و کنایه از جای بسته است که به وسایلی مانند سنگ و چوب و دیوار محدود شده باشد.